# Amor em Quatro Atos
Amor em Quatro Atos é uma minissérie brasileira produzida pela TV Globo, RT Features e Academia de Filmes, e exibida pela TV Globo de 11 a 14 de janeiro de 2011, em 4 capítulos.
Inspirada em canções do cantor Chico Buarque, foi adaptada por Antonia Pellegrino, Márcio Alemão, Estela Renner e Tadeu Jungle. A direção foi de Tande Bressane, Tadeu Jungle e Bruno Barreto, sob a direção geral de Roberto Talma.
Contou com as atuações de Marjorie Estiano, Malvino Salvador, Dalton Vigh, Carolina Ferraz, Gisele Fróes, Dudu Azevedo, Camila Morgado, Vladimir Brichta e Alinne Moraes nos papeis principais.

## Premissa
A minissérie é inspirada nas seguintes canções de Chico Buarque: "As Vitrines", "Folhetim", "Ela Faz cinema", "Construção" e "Mil Perdões".

## Elenco
No primeiro episódio, Marjorie Estiano interpreta Letícia, uma cineasta que se envolve com Antônio, um pedreiro (Malvino Salvador). Cacá Rosset interpreta Ráfic, um vendedor de comidas árabes.
Um "quadrado amoroso" é retratado no segundo capítulo: Carolina Ferraz interpreta Maria, esposa de Lauro (Dalton Vigh) e amante de Fernando (Dudu Azevedo), namorado de Dora (Gisele Fróes), ex-namorada de Lauro.
Alinne Moraes e Vladimir Brichta protagonizam o terceiro e quarto episódios. Ele é Ary, um homem casado, que, desiludido, se envolve com Vera. Após dormirem juntos, Ary descobre na manhã seguinte que ela é uma garota de programa.

### Ela faz Cinema
| Interprete          | Personagem |
| ------------------- | ---------- |
| Marjorie Estiano    | Letícia    |
| Malvino Salvador    | Antônio    |
| Cacá Rosset         | Rafic      |
| Martha Nowill       | Evelyn     |
| André Frateschi     | André      |
| Gero Camilo         | José       |
| André Luis Patrício | João       |

#### Participação especial
| Interprete         | Personagem |
| ------------------ | ---------- |
| Paulo César Pereio | narrador   |

#### Elenco de apoio
| Interprete         | Personagem   |
| ------------------ | ------------ |
| Alessandra Lia     |              |
| Cássio de Oliveira |              |
| Duda Mamberti      | Júlio        |
| Kenned Oliver      |              |
| Livia Marya Izar   |              |
| Maria Gal          |              |
| Pedro Costa        |              |
| Roberto Maya       |              |
| Rosaly Papadopol   | mãe de André |
| Vivian Bertocco    |              |
| Victor Ribeiro     |              |

### Meu único defeito foi não saber te amar
| Interprete      | Personagem |
| --------------- | ---------- |
| Dalton Vigh     | Lauro      |
| Carolina Ferraz | Maria      |
| Gisele Fróes    | Dora       |
| Dudu Azevedo    | Fernando   |
| Úrsula Corona   | Débora     |

#### Elenco de apoio
| Interprete       | Personagem             |
| ---------------- | ---------------------- |
| Adriana Salles   |                        |
| Karem Bessa      |                        |
| Marcelo Szpektor | amigo de Lauro e Maria |
| Paulo Souza      |                        |

### Folhetim & Vitrines
| Interprete       | Personagem                |
| ---------------- | ------------------------- |
| Vladimir Brichta | Ary                       |
| Alinne Moraes    | Vera                      |
| Camila Morgado   | Selma                     |
| Alice Assef      | Ana (Anacleto)            |
| Bruce Gomlevsky  | Alexandre                 |
| Gustavo Machado  | Giovanni                  |
| Nanda Costa      | moça que conversa com Ary |

#### Participação especial
| Interprete       | Personagem                        |
| ---------------- | --------------------------------- |
| Osmar Prado      | Marcos                            |
| Fúlvio Stefanini | senhor que abusa de Vera na boate |

#### Elenco de apoio
| Interprete                | Personagem         |
| ------------------------- | ------------------ |
| Carolina Manica           |                    |
| Delisiee Marinho Teixeira |                    |
| Fábio Yoshihara           | amigo de Alexandre |
| João Bresser              |                    |
| Kacau Gomes               | dançarina da boate |
| Kiko Marques              | Nelson             |
| Luciana Paes              |                    |
| Luiz Di França            |                    |
| Lulu Pavarin              | Neusa              |
| Nando Prado               |                    |
| Ravel Cabral              |                    |
| Rodrigo Fregnan           |                    |
| Roney Facchini            | Guido              |

## Episódios
| # | Título                                    | Direção                        | Roteiro                      | Exibição              | Audiência |
| --- | ----------------------------------------- | ------------------------------ | ---------------------------- | --------------------- | --------- |
| 1 | "Ela Faz Cinema"                          | Tadeu Jungle                   | Estela Renner e Tadeu Jungle | 11 de janeiro de 2011 | 21        |
| Inspirado nas canções Ela Faz Cinema e Construção, respectivamente incluídas nos álbuns Carioca e Construção, o primeiro episódio abordou duas histórias simultâneas: a primeira é a de Letícia (Marjorie Estiano), uma cineasta que, noiva, se apaixona por um pedreiro (Malvino Salvador). Apesar de não ter revelado a ele seu compromisso anterior, ele omite sua profissão. A segunda é a de Rafic (Cacá Rosset), uma vendedor de comida árabe, que se apaixona pela voz da locutora da estação de trem na frente de sua barraca. Nota: Este é o único episódio a ter um narrador. |                                           |                                |                              |                       |           |
| 2 | "Meu Único Defeito Foi Não Saber te Amar" | Roberto Talma e Tande Bressane | Antonia Pellegrino           | 12 de janeiro de 2011 | 20        |
| Inspirado na canção Mil Perdões, o segundo episódio narra como a fidelidade do casal Lauro (Dalton Vigh) e Maria (Carolina Ferraz) é colocada à prova quando em uma festa na casa de praia do casal, chegam Dora (Gisele Fróes), ex-mulher de Lauro, e seu então namorado, Fernando (Dudu Azevedo), por quem Maria começa a se sentir atraída. |                                           |                                |                              |                       |           |
| 3 | "Folhetim"                                | Bruno Barreto                  | Márcio Alemão                | 13 de janeiro de 2011 | 17        |
| Inspirado na canção Folhetim, o terceiro episódio narra como Ary (Vladimir Brichta), após se desentender com sua esposa, Selma (Camila Morgado), cai na noite da Rua Augusta, onde conhece uma jovem prostituta chamada Vera (Alinne Moraes). |                                           |                                |                              |                       |           |
| 4 | "Vitrines"                                | Bruno Barreto                  | Márcio Alemão                | 14 de janeiro de 2011 | 19        |
| Inspirado na canção As Vitrines, este último episódio continua depois do episódio anterior. Nota: Este é o episódio final da série. |                                           |                                |                              |                       |           |

## Exibição
Foi reexibida pela primeira vez no Viva de 8 a 29 de setembro de 2014, como homenagem os 70 anos de Chico Buarque e novamente de 9 a 30 de julho de 2022, substituindo Gonzaga: de Pai pra Filho e sendo substituída pelo especial Levando a Vida, com transmissão aos sábados às 20h30.

### Outras Mídias
Em junho de 2011, a minissérie foi lançada em DVD pela Globo Marcas.